# Peter Birkhäuser
Peter Birkhäuser (Basilea, 7 giugno 1911 – Binningen, 22 novembre 1976) è stato un pittore svizzero.
Peter Birkhäuser divenne famoso per le illustrazioni derivate dai suoi sogni, analizzate nel contesto della psicologia analitica legata alla scuola di Jung.

## Biografia
Figlio di un oculista, Birkhäuser nacque e crebbe a Basilea. Sua madre morì quando lui era in tenera età, e il padre lo crebbe con spirito razionalista e agnostico. Già intenzionato a diventare pittore, fin da tenera età, abbandonò gli studi classici per iscriversi alla scuola d'arte sotto l'artista svizzero Niklaus Stoecklin.
All'inizio della sua carriera come artista, dipinse nature morte e paesaggi, stampe, disegni per la rivista satirica Nebelspalter, posters, e ritratti. Conobbe la sua futura moglie Sibylle Oeri nei primi anni trenta e si sposarono nel 1939 .
Una sera, mentre stava lavorando nel suo studio, fu colpito dall'immagine di una falena che volava fuori dalla finestra . Dipinse questa immagine nel 1944 e più tardi interpretò questa immagine come simbolo del suo stato mentale: la falena, rappresentante la sua anima, stava lottando contro il vetro per raggiungere la luce, ovvero la coscienza. Questa immagine lo portò ad un periodo di crisi nella sua carriera, contraddistinto da depressione .
Durante questo periodo, conobbe il lavoro di C.G. Jung, ed iniziò ad analizzare i propri sogni. Birkhäuser e la moglie entrarono in analisi con l'allieva di Jung Marie-Louise von Franz. Durante i successivi 35 anni, raccolse e lavorò su più di 3400 sogni, discutendoli con la von Franz e scrivendo a Jung stesso .
Per come li interpretò, i suoi sogni riflettevano immagini di se stesso come imprigionato dalla tradizione artistica e spinto a rompere con le precedenti vincoli stilistici. Nel 1956 raggiunse la fama come artista con il suo dipinto La ferita del mondo, il primo di una lunga serie di lavori dipinti a partire dalle immagini inconsce dei propri sogni .
I suoi nuovi lavori non furono ben recepiti dalla comunità' artistica svizzera, e gli ci vollero alcuni anni prima di raggiungere il giusto riconoscimento che permise a Birkhäuser e alla moglie una rendita soddisfacente. La maggior parte degli introiti per i suoi nuovi lavori vennero da giovani collezionisti, in gran parte statunitensi .
Nel 1971, all'età di 57 anni, sua moglie morì di una complicanza ai polmoni. Birkhäuser morì a Binningen nel 1976.
Nel 1980, una selezione dei suoi lavori fu pubblicata nel libro Light from the Darkness: The Paintings of Peter Birkhäuser, edito ed introdotto dai suoi figli Eva Wertanschlag e Kaspar Birkhäuser, con un commento sui dipinti di Marie-Louise von Franz. Un altro libro venne pubblicato nel 2001 da Eva Wertanschlag: Windows on Eternity: The Paintings of Peter Birkhäuser, contenente un saggio di Marie-Louise von Franz.